# 153e division d'infanterie Macerata
La 153e division d'infanterie Macerata (en italien : 153ª Divisione fanteria "Macerata") était une division d'infanterie de l'armée italienne pendant la Seconde Guerre mondiale. La division Macerata était une division d'infanterie formée en décembre 1941. En juin 1942 elle est transférée en Slovénie et en mai 1943 elle bouge en Croatie. Elle a été démantelée par les Alliés après la capitulation italienne en septembre 1943.

## Ordre de bataille

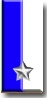
Symbole d'identification.

- 121e régiment d'infanterie Macerata
- 122e régiment d'infanterie Macerata
- 153e régiment d'artillerie
- 153e bataillon anti-tank
- 153e bataillon d'armes
- 1 section des carabiniers